# Igreja Matriz de Fafe
A Igreja Matriz de Fafe, também conhecida como Igreja de Santa Eulália, é o monumento religioso mais antigo do centro urbano do concelho de Fafe. 
Construída no século XVIII, é um exemplar de arquitetura do barroco português. 

## História
Inicialmente, a Igreja terá sido um pequeno templo românico. No entanto, com o crescimento demográfico e o enriquecimento da comunidade, a Igreja foi sofrendo alterações, recebendo no final do século XVIII as duas torres e a fachada barroca que a caracterizam. 
A Igreja já existia em 1220, tendo em conta as Inquirições de D. Afonso II. Seria a Igreja de Sancta Eolalia Antigua, da qual o rei era patrono. No entanto, segundo alguns historiadores, a Igreja poderá ter sido construída ainda antes, pelo menos no reinado de D. Sancho I (1185-1211).  Junto à Igreja de Santa Eulália havia uma outra, dedicada a S. João, que provavelmente se fundiu com esta, entre os séculos XIII e XIV. Também na segunda metade do século XIV, o Rei D. Pedro I fez a doação do padroado da Igreja de Santa Eulália Antiga ao Mosteiro de Santa Marinha da Costa de Guimarães, onde se manteve até 1834. 
Na segunda metade do século XVI, a Igreja sofreu reformas e alterações, entre as quais o acrescento da Capela do Rosário e a ampliação da sua capela-mor. Posteriormente, em finais do século XVIII, foi ampliada no sentido do altar-mor, ladeada pelas torres sineiras, e recebeu a fachada barroca que ainda hoje se mantém. 
Com a extinção das ordens religiosas, em 1834, o padroado da Igreja transitou do Mosteiro de Santa Marinha da Costa para o arcebispo de Braga. 
A Igreja sofreu pontuais alterações e restauros desde então, e em 1999, foram construídas capelas mortuárias ao seu lado. 

## Arquitetura
A fachada principal é definida por um plano de cantaria central e vertical composto pelo portal e vitral, que são rematados por um frontão sinuoso. A ladear o portal, encontram-se duas cartelas com inscrições datadas de 1779 - data da reconstrução da Igreja. A ladear a fachada, erguem-se duas torres sineiras construídas no final do século XVIII, com cúpulas bulbosas. 

No seu interior, à direita da nave, existe a capela de Nossa Senhora do Rosário. No seu altar, encontra-se um retábulo rococó. 